# Chloe Cowenová
Chloe Cowen (* 8. června 1973 Newcastle upon Tyne, Spojené království) je bývalá reprezentantka Spojeného království v judu.

## Sportovní kariéra
Judu se věnovala od 9 let v Blythu nedaleko Newcastlu. Patřila mezi velké talenty britského juda společně s Kate Howeyovou. Obě byly svěřenkyně Roye Inmana, ale na rozdíl od Howeyové její sportovní kariéru poznamenalo mateřství v 17 letech. Naplno se tak judu věnovala až po olympijských hrách v Atlantě v roce 1996.
V roce 2000 se kvalifikovala na olympijské hry v Sydney, ale na medaili nedosáhla. Vypadla ve druhém kole. Po olympijských hrách jí trápila zranění a po narození syna (2002) ukončila sportovní kariéru.

## Výsledky
| Turnaj             | 1988         | 1989         | 1990         | 1991         | 1992         | 1993         | 1994         | 1995         | 1996         | 1997           | 1998           | 1999           | 2000           |
| Turnaj             | 15           | 16           | 17           | 18           | 19           | 20           | 21           | 22           | 23           | 24             | 25             | 26             | 27             |
| Turnaj             | střední váha | střední váha | střední váha | střední váha | střední váha | střední váha | střední váha | střední váha | střední váha | polotěžká váha | polotěžká váha | polotěžká váha | polotěžká váha |
| ------------------ | ------------ | ------------ | ------------ | ------------ | ------------ | ------------ | ------------ | ------------ | ------------ | -------------- | -------------- | -------------- | -------------- |
| Olympijské hry     |              |              |              |              | —            |              |              |              | —            |                |                |                | úč.            |
| Mistrovství světa  |              | —            |              | —            |              | 7.           |              | —            |              | úč.            |                | úč.            |                |
| Mistrovství Evropy | —            | —            | 7.           | —            | úč.          | 2.           | —            | —            | —            | 2.             | 3.             | 3.             | 2.             |
| MS juniorů         |              |              | 3.           |              |              |              |              |              |              |                |                |                |                |
| ME juniorů         | 3.           | ?            | ?            | —            |              |              |              |              |              |                |                |                |                |